# 白龙乡 (平塘县)
白龙乡，是中华人民共和国贵州省黔南布依族苗族自治州平塘县一个已撤销的乡级行政区，2014年2月13日，贵州省人民政府批复同意平塘县部分乡镇行政区划调整，撤销白龙乡，将其所辖行政区域划归平舟镇。